# António Maria de Sena
António Maria de Sena (Seia, 1845 - Arcozelo, Porto, 14 de Outubro de 1890) foi um médico psiquiátrico português. Criou a primeira lei de saúde mental em Portugal.

## Carreira
Nascido em 1845 em Seia, filho de António Maria de Sena e Ana Josefa. Frequentou o Seminário de Coimbra.
Estudou Medicina na Universidade de Coimbra e aí concluiu a licenciatura e doutoramento, dando aulas de Fisiologia. Defendeu a sua tese de doutoramento com o título Delírio Nas Moléstias Agudas.
Após ir estudar para França, regressa ao país e é escolhido para ser o primeiro diretor clínico do Hospital de Alienados Conde de Ferreira, um hospital psiquiátrico privado no Porto. 
As suas viagens pela Europa permitem-lhe tomar conhecimento do que mais moderno e inovador se fazia na área do tratamento das doenças mentais e distúrbios psiquiátricos. 
Para escrever a sua obra Os alienados em Portugal promoveu um inquérito em todo o país dedicado a conhecer a real situação dos alienados em Portugal, uma importante obra estatística nesta área.
António Maria de Sena lutou pela aprovação da lei de saúde mental em Portugal, mais conhecida por "Lei Sena". Esta promove a organização do sistema psiquiátrico, criando ou adaptando 4 hospitais psiquiátricos no país (Coimbra, Lisboa, Porto e São Miguel).
Morreu aos 45 anos, no Porto, em 1890.
Foi casado com Dona Isabel Carneiro de Morais e Sena.

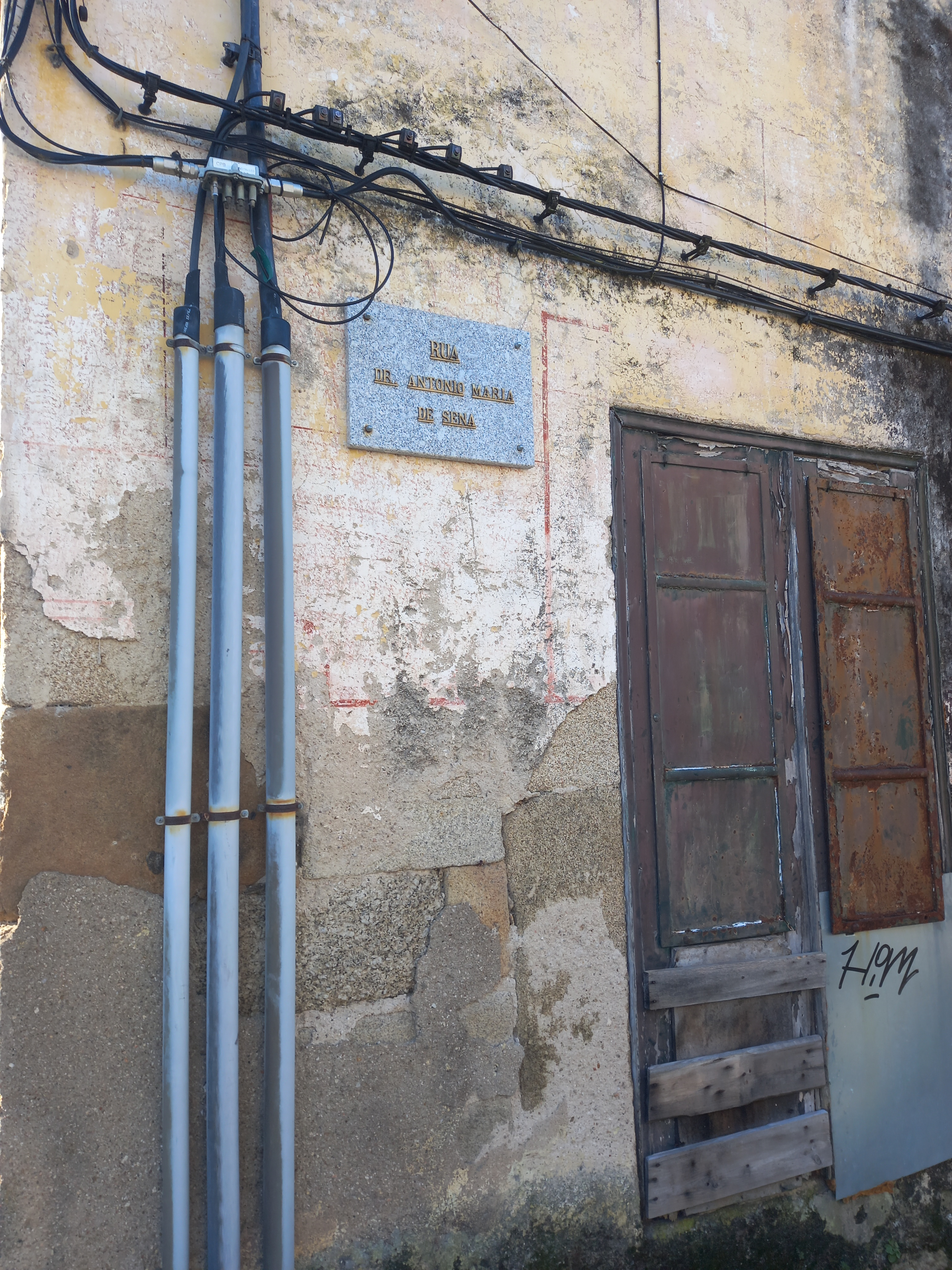
Rua Dr António Maria de Sena em Seia

## Obras
- Delírio Nas Moléstias Agudas (Tese de doutoramento), Faculdade de Medicina da Universidade de Coimbra, 1876;
- Analyse espectral do sangue, 1876;
- Relatorio d'uma viagem scientifica relativo ao trimestre decorrido de 15 de Novembro de 1878 a 15 de Fevereiro de 1879, 1879;
- Relatorio duma viagem scientifica relativo ao trimestre decorrido de 15 de Fevereiro a 15 de Maio de 1879, 1879;
- Relatorio d'uma viagem scientifica relativo ao trimestre decorrido de 15 de Maio a 15 de Agosto de 1879, 1880;
- Os alienados em Portugal, Porto, 1883;
- Os attestados médicos para a admissão de doentes nos hospitais d'alienados: ?a ? proposito da questão - Antonio Bessa, 1883;
- Discursos sobre o systema penitenciario: proferidos na Camara dos Pares nas sessões de 5 e 7 de Maio de 1888, 1889.